# 11th Cruiser Squadron
L'11ª Squadra Incrociatori, in inglese 11th Cruiser Squadron, anche conosciuta come Cruiser Force E,  fu una formazione di incrociatori della Royal Navy britannica dal 1914 al 1917 e nuovamente dal 1939 al 1940.

## Storia

### Prima formazione
La squadra fu formata nel luglio 1914 e fu unita alla Third Fleet. Nell'agosto 1914 fu riassegnata alla Channel Fleet. Fu designata Cruiser Force E per servire al largo della costa occidentale irlandese e nel gennaio 1915 fu dispiegata.
|                                                                       | Grado           | Nome                    | Periodo                             |
| --------------------------------------------------------------------- | --------------- | ----------------------- | ----------------------------------- |
| Ufficiale superiore/retroammiraglio comandante, 11th Cruiser Squadron |                 |                         |                                     |
| 1                                                                     | Retroammiraglio | Robert S. Phipps Hornby | 1 agosto 1914 – 5 settembre 1914    |
| 2                                                                     | Retroammiraglio | Henry L. Tottenham      | 5 settembre 1914 - 16 febbraio 1915 |
| 3                                                                     | Capitano        | George B. Hutton        | 16 febbraio 1915 - 13 aprile 1915   |
| 4                                                                     | Retroammiraglio | Sir Horace L. A. Hood   | 13 aprile 1915 – 24 maggio 1915     |
| 5                                                                     | Capitano        | Drury St. A. Wake       | 24 maggio 1915 – 12 marzo 1917      |

### Seconda formazione
La squadra fu nuovamente formata nell'ottobre 1939, quando il 12th Cruiser Squadron della Northern Patrol fu ridesignato 11th Cruiser Squadron e trasferito al North Atlantic Command, fino a quando non fu sciolto nel 1940.
|                                  | Grado     | Nome               | Periodo                      |
| -------------------------------- | --------- | ------------------ | ---------------------------- |
| Commodoro, 11th Cruiser Squadron |           |                    |                              |
| 1                                | Commodoro | Richard J.R. Scott | Ottobre 1939 - febbraio 1940 |